# Bathymodiolus thermophilus
Bathymodiolus thermophilus is een tweekleppigensoort uit de familie van de Mytilidae. De wetenschappelijke naam van de soort is voor het eerst geldig gepubliceerd in 1985 door Kenk & B.R. Wilson.